# Вільгельм Амбергер
Вільгельм Амбергер (нім. Wilhelm Amberger; 16 березня 1890, Інгольштадт — 2 липня 1918, узбережжя Фландрії) — німецький офіцер-підводник, капітан-лейтенант кайзерліхмаріне.

## Біографія
1 квітня 1908 року вступив на флот. Учасник Першої світової війни. З 12 вересня по 13 листопада 1916 року — командир підводного човна SM UB-10, з 19 листопада 1916 по 5 грудня 1917 року — SM UB-38, з 1 березня 1918 року — SM UB-108. 2 липня 1918 року човен підірвався на міні. Всі 36 членів екіпажу загинули.
Всього за час бойових дій потопив 28 кораблів загальною водотоннажністю 35 124 тонни і пошкодив 1 корабель водотоннажністю 4577 тонн.
| Дата            | Назва корабля          | Тип                   | Тоннаж | Вантаж                      | Загиблі | Країна             |
| --------------- | ---------------------- | --------------------- | ------ | --------------------------- | ------- | ------------------ |
| 12 грудня 1916  | Coath                  | Пароплав              | 975    |                             | 16      | Британська імперія |
| 12 грудня 1916  | Conrad                 | Вітрильник            | 164    | Кремінь                     | 0       | Британська імперія |
| 15 грудня 1916  | Naiad                  | Вітрильник            | 1,907  | Цемент і труби              | 0       | Британська імперія |
| 17 грудня 1916  | Ason                   | Пароплав              | 2,083  | Мідна руда                  |         | Іспанія            |
| 19 грудня 1916  | Ocean                  | Вітрильник            | 339    |                             |         | Франція            |
| 15 січня 1917   | Independant            | Вітрильник            | 153    | Кріпильні стояки (120 тонн) | 0       | Франція            |
| 16 січня 1917   | Manuel                 | Пароплав              | 2,419  | Мідна руда                  | 0       | Іспанія            |
| 18 січня 1917   | Asp                    | Пароплав              | 1,759  | Вугілля                     | 0       | Норвегія           |
| 19 січня 1917   | Lillian H.             | Вітрильник            | 467    | Шифер                       | 0       | Британська імперія |
| 11 лютого 1917  | Dalmata                | Пароплав              | 1,773  | Генеральні вантажі          | 1       | Норвегія           |
| 11 квітня 1917  | Precedent              | Рибальське судно      | 36     |                             | 0       | Британська імперія |
| 12 квітня 1917  | Lismore                | Пасажирський пароплав | 1,305  | Баласт                      | 5       | Британська імперія |
| 13 квітня 1917  | Maria                  | Вітрильник            | 175    | Вугілля                     | 0       | Британська імперія |
| 26 квітня 1917  | Kong Oscar Ii          | Вітрильник            | 842    | Баласт                      | 0       | Норвегія           |
| 27 квітня 1917  | Jessie                 | Вітрильник            | 108    | Вугілля                     | 0       | Британська імперія |
| 1 травня 1917   | Ladywood               | Пароплав              | 2,314  | Мідна руда                  | 0       | Британська імперія |
| 4 травня 1917   | Aghios Nikolaos        | Пароплав              | 2,231  | Залізна руда                | 0       | Королівство Греція |
| 4 травня 1917   | Assos                  | Пароплав              | 2,840  | Кукурудза                   |         | Королівство Греція |
| 4 травня 1917   | Joseph                 | Вітрильник            | 205    | Вугілля                     | 0       | Британська імперія |
| 24 травня 1917  | Gudrun                 | Вітрильник            | 1,472  | Колоди                      | 0       | Норвегія           |
| 24 травня 1917  | Thyra                  | Вітрильник            | 285    | Барвники                    | 0       | Данія              |
| 20 серпня 1917  | Claverley              | Пароплав              | 3,829  | Вугілля                     | 10      | Британська імперія |
| 26 серпня 1917  | W. H. Dwyer            | Пароплав              | 1,770  | Баласт                      | 0       | Канада             |
| 15 вересня 1917 | Dependence             | Вітрильник            | 120    | Кремінь                     | 0       | Британська імперія |
| 21 вересня 1917 | Aline Montreuil        | Пароплав              | 1,624  |                             |         | Франція            |
| 19 жовтня 1917  | Teespool (пошкоджений) | Пароплав              | 4,577  | Вугілля і кокс              | 4       | Британська імперія |
| 20 жовтня 1917  | Algarve                | Пароплав              | 1,274  | Баласт                      | 21      | Британська імперія |
| 7 червня 1918   | Diana                  | Пароплав              | 1,119  | Вугілля                     | 0       | Британська імперія |
| 12 червня 1918  | Kennington             | Пароплав              | 1,536  | Баласт                      | 4       | Британська імперія |

## Звання
- Морський кадет (1 квітня 1908)
- Фенріх-цур-зее (10 квітня 1909)
- Лейтенант-цур-зее (27 вересня 1911)
- Оберлейтенант-цур-зее (19 вересня 1914)
- Капітан-лейтенант (18 липня 1918, посмертно)

## Нагороди
- Залізний хрест 2-го і 1-го класу
- Орден «За військові заслуги» (Баварія) 4-го класу з мечами